# Défaut souverain
Un défaut souverain est le fait pour un gouvernement ou un État souverain de ne pas honorer ses remboursements de dette souveraine aux agents économiques qui détiennent des titres de dette.

## Concept
Le défaut souverain renvoie à l'incapacité pour un pouvoir public à rembourser la dette qu'il a contractée. Le défaut relève d'une décision politique ou d'un cas d'insolvabilité, et non d'illiquidité : il ne s'agit pas d'une incapacité pour le souverain à obtenir les liquidités nécessaires pour effectuer le paiement (illiquidité), mais bien de décider de ne pas rembourser ou de ne pas avoir les ressources nécessaires même à moyen terme.
Un État faisant défaut peut se voir refuser l'accès au crédit et certains de ses avoirs détenus à l'étranger peuvent être saisis (les mines chiliennes de cuivre furent notamment saisies par le gouvernement américain en 1977):54.
l peut également faire face à la pression des détenteurs nationaux d'obligations.
Pour cela, un État fait rarement défaut sur le montant total de sa dette. Au lieu de cela, il entre souvent dans une phase de négociation avec ses créditeurs pour s'accorder sur un rééchelonnement ou une décote de la dette, mesures souvent appelées « restructuration de la dette » ou, vulgairement, haircut.
Étant donné qu'un État souverain, par définition, a le contrôle sur sa situation et son budget, il ne peut pas être contraint de rembourser ses dettes. Ils peuvent néanmoins faire face à de fortes pressions de la part de ses créditeurs, publics ou privés. Dans certains cas, une nation créditrice peut déclarer la guerre à la nation endettée pour avoir refusé de rembourser sa dette. Par exemple, l'Angleterre a régulièrement attaqué les pays ne remboursant pas leur dette publique extérieure, envahissant notamment l’Égypte en 1882, et Constantinople, à la veille du défaut de l’Empire ottoman en 1876:54. La diplomatie de la canonnière mise en place par les États-Unis au Venezuela au milieu des années 1890 et l'occupation américaine d’Haïti à partir de 1915, en sont d'autres exemples:54.

## Causes

### Hausse des taux d'intérêt
Un État peut être solvable mais ne plus l'être à cause d'une augmentation brutale des taux d'intérêt sur sa dette publique. Les taux d'intérêt sur les obligations de dette publique sont inversement liés à leur valeur ; aussi, une chute de la valeur des obligations d'un État provoque une hausse de leur taux d'intérêt. Il suffit dès lors que des prêteurs potentiels ou des souscripteurs d'obligations commencent à soupçonner que l’État pourrait ne pas rembourser sa dette pour que la valeur des titres publics chute et que le taux d'intérêt augmente à cause de la revalorisation de la prime de risque.

### Causes exogènes
Une étude de Esteves et Kenny (2021) sur 56 défauts souverains entre 1870 et 2010, montre que les défauts souverains sont le plus souvent dus à des causes exogènes, c'est-à-dire que leur origine ne se trouve pas dans le pays même. Il s'agit de 77,5% des défauts entre 1870 et 1945 et de 47,9% d'entre eux entre 1946 et 2010 (soit 61,5% des défauts sur la période complète). Entre 1946 et 2010, quand le défaut est endogène, il est le plus souvent dû à un choc d'offre (37,8%), et non à un choc de demande (10,1%). Lorsqu'il est exogène, il est le plus souvent dû à des évènements de politique extérieure (21,3%) ou du fait du commerce international (18,6%). La contagion, c'est-à-dire le défaut souverain dû à un autre défaut souverain étranger, pèse pour environ 6% des défauts.

### Crise bancaire
En 2012, une étude montre qu'entre 1970 et 2000, plus de la moitié des défauts souverains est liée à une crise bancaire.

## Effets
Les conséquences du défaut sont fortement liées à l'origine du défaut. Les effets d'un défaut souverain sont le plus souvent négatives. Il existe des cas où le défaut souverain n'a pas d'incidence particulière sur l'économie du PIB. 
Dans une étude de 2021 portant sur un échantillon de 56 défauts souverains entre 1870 et 2010, Lennard et Kenny montrent que le défaut affecte le PIB de 1,6 à 3,3 points par an pendant quatre ans, avant qu'il ne se rétablisse et retrouve sa croissance moyenne au bout de cinq ans. Une autre étude de 2021 montre qu'en Amérique latine, les défauts souverains des années 1980 et 1990 se sont traduits par une chute du PIB, une hausse de l'inflation, et une stagnation des exportations, et une chute des importations.

## Solutions
La réputation des Big Three (en)(Standard & Poor's, Moody's et Fitch Ratings) est largement écornée à la suite de la crise financière mondiale de 2007-2008, ce qui a conduit de nombreuses institutions à remettre en question leurs méthodes de notation. Selon Marc Joffe, ancien Senior Director chez Moody's et actuel consultant chez Public Sector Credit Solutions (PSCS), les économistes et autres chercheurs en sciences sociales, via des modèles économétriques (en) logit et probit, sont mieux armés que les agences de notation pour estimer les risques de défauts souverains. Afin de soutenir de meilleures méthodes de notation, PSCS maintient en partenariat avec Wikirating une base de données publique de défauts souverains, chiffres d’affaires, dépenses, niveaux d'endettement et coûts de ces dettes. PSCS a également développé le Public Sector Credit Framework (en), un modèle de simulation budgétaire open source qui aide les analystes à estimer les probabilités de défaut.

## Liste des défauts souverains
La liste suivante recense les défauts souverains ainsi que les restructurations de dette des pays indépendants, de 1300 à 2020:23, 87, 91, 95, 96.
Afrique
- Afrique du Sud (1985, 1989, 1993)
- Algérie (1991)
- Angola (1976[11], 1985, 1992-2002[11])
- Cameroun (2004)[11]
- République centrafricaine (1981, 1983)
- République du Congo (Brazzaville) (2016)
- Congo (Kinshasa) (1979)[11]
- Côte d'Ivoire (1983, 2000)
- Égypte (1876, 1984)
- Éthiopie (2023[12])
- Gabon (1999-2005)[11]
- Ghana (1979, 1982, 2022)[11],[13]
- Kenya (1994, 2000)
- Liberia (1989-2006)[11]
- Madagascar (2002)[11]
- Maroc (1983, 1994, 2000)
- Mozambique (1980, 2017)[11]
- Nigeria (1982, 1986, 1992, 2001, 2004)
- Rwanda (1995)[11]
- Sierra Leone (1997-1998)[11]
- Soudan (1991)[11]
- Tunisie (1867)
- Zambie (1983, 2020)
- Zimbabwe (1965, 2000, 2006[11])

Amérique
- Antigua et Barbuda (1998-2005)[11]
- Argentine (1827, 1890, 1951, 1956, 1982, 1989, 2002-2005, 2014[11], 2020[14])
- Bolivie (1875, 1927[11], 1931, 1980, 1986, 1989)
- Brésil (1898, 1902, 1914, 1931, 1937, 1961, 1964, 1983, 1986-1987[11], 1990[11])
- Canada (Alberta) (1935)[11] Canada (1991)
- Chili (1826, 1880, 1931, 1961, 1963, 1966, 1972, 1974, 1983)
- Colombie (1826, 1850, 1873, 1880, 1900, 1932, 1935)
- Costa Rica (1828, 1874, 1895, 1901, 1932, 1962, 1981, 1983, 1984)
- République dominicaine (1872, 1892, 1897, 1899, 1931, 1975-2001[11], 2005)
- El Salvador (1828, 1876, 1894, 1899, 1921, 1932, 1938, 1981-1996[11])
- Équateur (1826, 1868, 1894, 1906, 1909, 1914, 1929, 1982, 1984, 2000, 2008)
- États-Unis (1790, 1933)[11]
  - 9 États (1841-1842)[11]
  - 10 États(1873-83 or 1884)[11]
  - État Porto Rico (2015-2022)[15]
- Grenade (2004-2005)[11]
- Guatemala (1933, 1986, 1989)
- Guyane (1982)
- Honduras (1828, 1873, 1981)
- Jamaïque (1978)
- Mexique (1827, 1833, 1844, 1850[11], 1866, 1898, 1914, 1928-1930s, 1982)
- Nicaragua (1828, 1894, 1911, 1915, 1932, 1979)
- Panama (1932, 1983, 1983, 1987, 1988-1989[11])
- Paraguay (1874, 1892, 1920, 1932, 1986, 2003)
- Pérou (1826, 1850[11], 1876, 1931, 1969, 1976, 1978, 1980, 1984)
- Porto Rico (2016)
- Surinam (2001-2002)[11]
- Trinidad et Tobago (1989)
- Uruguay (1876, 1891, 1915, 1933, 1937[11], 1983, 1987, 1990, 2003)
- Venezuela (1826, 1848, 1860, 1865, 1892, 1898, 1982, 1990, 1995-1997[11], 1998[11], 2004, 2017)

Asie
- Chine (1921, 1932[11], 1939)
- Japon (1942, 1946-1952[11])
- Inde (1958, 1969, 1972)
- Indonésie (1966, 1998, 2000, 2002)
- Iran (1992)
- Irak (1990, 2003)
- Jordanie (1989)
- Koweït (1990-1991)[11]
- Liban (2020)[16]
- Mongolie (1997-2000)[11]
- Myanmar (1984[11], 1987[11], 2002)
- Philippines (1983)
- Iles Salomon (1995-2004)[11]
- Sri Lanka (1980, 1982, 1996[11], 2022[17])
- Vietnam (1975)[11]

Europe
- Albanie (1990)
- Allemagne (1932, 1939, 1948[11])
  - Hesse (1814)
  - Prusse (1683, 1807, 1813)
  - Schleswig-Holstein (1850)
  - Westphalie (1812)
- Angleterre (1340, 1472, 1596)
- Autriche-Hongrie (1796, 1802, 1805, 1811, 1816, 1868)
- Autriche (1938, 1940, 1945[11])
- Bulgarie (1990)
- Croatie (1993-1996)[11]
- Danemark (1813)[11]
- Espagne (1557, 1575, 1596, 1607, 1627, 1647, 1809, 1820, 1831, 1834, 1851, 1867, 1872, 1882, 1936-1939[11])
- France (1558, 1624, 1648, 1661, 1701, 1715, 1770, 1788, 1797, 1812)
- Grèce (1826, 1843, 1860, 1893, 1932, 1983, 2015[18])
- Hongrie (1932, 1941)
- Pays-Bas (1814)
- Pologne (1936, 1940, 1981)
- Portugal (1560, 1828, 1837, 1841, 1845, 1852, 1890)
- Roumanie (1933, 1982, 1986)
- Royaume-Uni (1749, 1822, 1834, 1888-89, 1932)[11]
- Russie (1839, 1885, 1918, 1947[11], 1957[11], 1991, 1998, 2022[19])
- Suède (1812)
- Turquie (1876, 1915, 1931, 1940, 1978, 1982)
- Ukraine (1998-2000[11], 2015)
- Yougoslavie (1983)

### Base de données
- Base de données des défauts de dettes souveraines compilées par la Banque d'Angleterre et la Banque du Canada : https://www.bankofengland.co.uk/statistics/research-datasets